# Campionati europei di ciclismo su strada 2013 - Cronometro femminile Junior
La cronometro femminile Junior dei Campionati europei di ciclismo su strada 2013 si è svolta il 19 luglio 2013 nei dintorni di Olomouc, nella Repubblica Ceca, su un percorso totale di 13,2 km. La medaglia d'oro è stata vinta dalla francese Séverine Eraud con il tempo di 20'48"33 alla media di 38,07 km/h, argento all'olandese Floortje Mackaij e a completare il podio l'ucraina Olena Demidova.
Partenza per 39 cicliste, tutte giunte al traguardo.

## Classifica (Top 10)
| Pos. | Corridore            | Squadra     | Tempo    |
| ---- | -------------------- | ----------- | -------- |
| 1    | Séverine Eraud       | Francia     | 20'48"33 |
| 2    | Floortje Mackaij     | Paesi Bassi | a 13"    |
| 3    | Olena Demidova       | Ucraina     | a 15"    |
| 4    | Anastasija Jakovenko | Russia      | a 16"    |
| 5    | Greta Richioud       | Francia     | a 32"    |
| 6    | Nicky Zijlaard       | Paesi Bassi | a 35"    |
| 7    | Lotte Kopecký        | Belgio      | a 39"    |
| 8    | Marija Kancyber      | Russia      | a 40"    |
| 9    | Bogumiła Dziuba      | Polonia     | a 41"    |
| 10   | Amalie Dideriksen    | Danimarca   | a 43"    |